# Błotków Duży (gromada)
Błotków Duży (alt. Błotków) – dawna gromada, czyli najmniejsza jednostka podziału terytorialnego Polskiej Rzeczypospolitej Ludowej w latach 1954–1972.
Gromady, z gromadzkimi radami narodowymi (GRN) jako organami władzy najniższego stopnia na wsi, funkcjonowały od reformy reorganizującej administrację wiejską przeprowadzonej jesienią 1954 do momentu ich zniesienia z dniem 1 stycznia 1973, tym samym wypierając organizację gminną w latach 1954–1972.
Gromadę Błotków Duży z siedzibą GRN w Błotkowie Dużym (obecnie w granicach Terespola) utworzono – jako jedną z 8759 gromad na obszarze Polski – w powiecie bialskim w woj. lubelskim na mocy uchwały nr 5 WRN w Lublinie z dnia 5 października 1954. W skład jednostki weszły obszary dotychczasowych gromad Błotków Duży, Kobylany, Małaszewicze Małe, Michalków i Polatycze ze zniesionej gminy Kobylany w tymże powiecie. Dla gromady ustalono 18 członków gromadzkiej rady narodowej.
1 stycznia 1960 do gromady Błotków włączono obszar zniesionej gromady Łobaczew Duży w tymże powiecie.
1 stycznia 1969 do gromady Błotków Duży włączono wsie Dobratycze Kolonia, Kołpin-Ogrodniki, Lebiedziew, Murawiec, Zastawek i Żuki ze zniesionej gromady Dobratycze w tymże powiecie.
1 stycznia 1970 z gromady Błotków Duży wyłączono tereny o łącznej powierzchni 969 ha: a) wieś Zastawek; b) grunty mieszkańców wsi Lebiedziew o powierzchni 161 ha (graniczących od północy z gruntami wsi Zastawek, od południa z gruntami wsi Kożanówka, od wschodu z gruntami wsi Małaszewicze Małe i od zachodu z gruntami wsi Lebiedziew); c) grunty mieszkańców wsi Małaszewicze Małe położone na południe od szosy Biała Podlaska—Terespol oraz grunty osiedla Małaszewicze Małe i stacji PKP oraz grunty PGR Koroszczyn – włączając je do gromady Małaszewicze w tymże powiecie.
Gromada przetrwała do końca 1972 roku, czyli do kolejnej reformy gminnej.